# Canet de Salars
Canet de Salars (en francès Canet-de-Salars) és un municipi del departament francès de l'Avairon, a la regió d'Occitània.